# 圣伯多禄圣保禄圣殿 (阿奇雷亚莱)

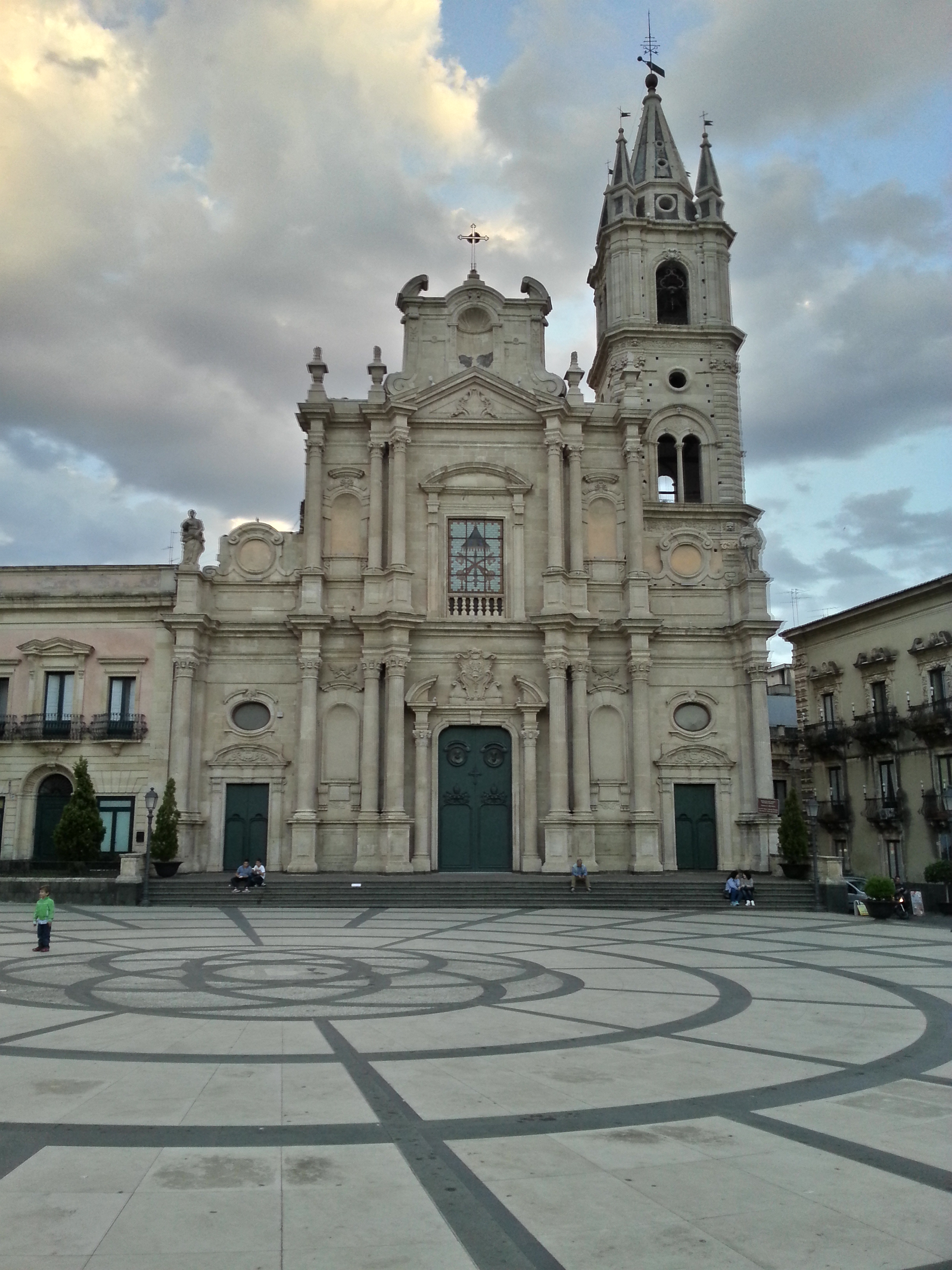
立面

37°36′46″N 15°09′58″E / 37.61266°N 15.16616°E
圣伯多禄圣保禄圣殿 （義大利語：Basilica dei Santi Pietro e Paolo）是一座罗马天主教宗座圣殿，巴洛克建筑风格，位于意大利西西里大区的阿奇雷亚莱，毗邻阿奇雷亚莱主教座堂。 

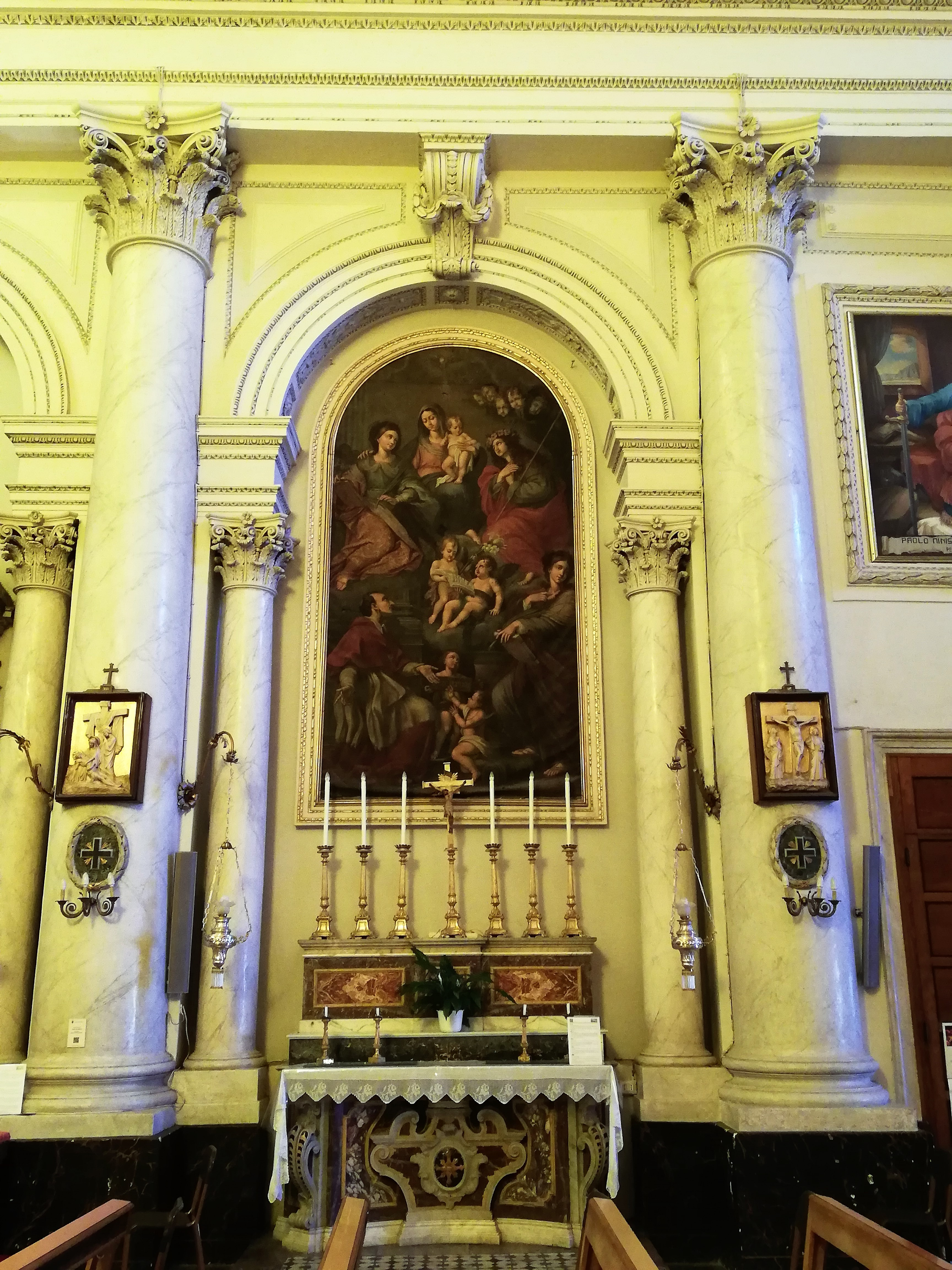
马泰奥·拉戈尼西描绘的《圣母子与圣嘉禄·鲍荣茂、路济亚、洛沙利亚和白芭蕾》

16世纪，当地善会在主教座堂旁建造了一座同名的小堂。17世纪初，在此处建造了一座新教堂，但1693年西西里地震对其造成了很大的破坏，穹顶损坏。在1674年至1679年间，这座1693年前的教堂曾由乔瓦尼·富尔科绘制湿壁画。重建始于1740年，采用了彼得罗·保罗·瓦斯塔的设计，用来自锡拉库萨的昂贵的白色石头建造，工程持续了一个世纪。1765年，保罗·瓜雷拉 完成了立面。1790年，在弗朗切斯科·迪保拉·帕塔内的指导下，内部进行了翻新，用石砌拱顶和灰泥装饰取代了木制屋顶。
立面有许多柱子，立在高高的基座上，一楼是科林斯柱式，二楼是多立克柱式。龛楣和窗户描绘了许多与主保圣人有关的符号：圣伯多禄的钥匙、圣保禄的剑，以及殉道的棕树叶。
中殿右侧的第一和第二幅祭坛画由贾钦托·普拉塔尼亚绘制：分别是《圣阿尔菲奥、塞里努斯和菲拉德菲奥》和《圣安多尼院长》。第四幅祭坛画是马泰奥·拉戈尼西描绘的《圣母子与圣嘉禄·鲍荣茂、路济亚、洛沙利亚和白芭蕾》。左边的第一幅祭坛画是亚历山德罗·瓦斯塔描绘的《圣母子与圣亚加大、玛加利大、西满和犹达》。左边的第二幅祭坛画是彼得罗·保罗·瓦斯塔描绘的《圣安德肋的神魂超拔 》。